# Acerataspis sinensis
Acerataspis sinensis är en stekelart som beskrevs av Michener 1940. Acerataspis sinensis ingår i släktet Acerataspis och familjen brokparasitsteklar. Inga underarter finns listade i Catalogue of Life.